# Světový pohár v biatlonu 2029/2030
Světový pohár v biatlonu 2029/2030 bude 53. ročníkem světového poháru pořádaným Mezinárodní biatlonovou unií (IBU).
Hlavní událostí tohoto ročníku budou zimní olympijské hry v únoru 2030, které se uskuteční ve francouzských Alpách.
Podle rozpisu začne sezona světového poháru 23. listopadu ve švédském Östersundu a skončí 17. března v norském Oslu. Jedním z podniků budou i závody v Novém Městě na Moravě v lednu 2030.

## Program
| Místo konání         | Datum konání                   | Sprint | Stíhací závod | Závod s hromadným startem | Vytrvalostní závod | Štafeta | Smíšená štafeta | Smíšený závod dvojic |
| -------------------- | ------------------------------ | ------ | ------------- | ------------------------- | ------------------ | ------- | --------------- | -------------------- |
| Östersund            | 23. listopadu-2. prosince 2029 |        |               |                           |                    |         |                 |                      |
| Hochfilzen           | 4.-9. prosince 2029            |        |               |                           |                    |         |                 |                      |
| Pokljuka             | 11.–16. prosince 2029          |        |               |                           |                    |         |                 |                      |
| Nové Město na Moravě | 1.-6. ledna 2030               |        |               |                           |                    |         |                 |                      |
| Ruhpolding           | 8.–13. ledna 2030              |        |               |                           |                    |         |                 |                      |
| Anterselva           | 15.–20. ledna 2030             |        |               |                           |                    |         |                 |                      |
| Lenzerheide          | 26. února-3. března 2030       |        |               |                           |                    |         |                 |                      |
| Oberhof              | 5.–10. března 2030             |        |               |                           |                    |         |                 |                      |
| Oslo                 | 12.–17. března 2030            |        |               |                           |                    |         |                 |                      |
| Celkově              |                                |        |               |                           |                    |         |                 |                      |